# Depotnummer
Een depotnummer is de code die een uitgever van boeken in België verplicht vooraan of achteraan in een boek moet plaatsen ter identificatie van boek en uitgever.
Het aanbrengen van deze code maakt deel uit van het verplicht Wettelijk Depot.
Een wettelijk depotnummer, kortweg ook depotnummer genoemd, bestaat uit een vaste structuur, D/JJJJ/XXXX/YY.

Hierbij is D de onveranderlijke afkorting voor het woord depot, staat JJJJ voor het jaartal van publicatie en XXXX voor het uitgeversnummer, waarmee de uitgever is aangemeld bij de diensten van het Wettelijk Depot aan de Koninklijke Bibliotheek van België. YY ten slotte, staat voor het volgnummer van de publicatie bij deze uitgever in de loop van het jaar van publicatie.
Het depotnummer is dus uitsluitend een instrument ten behoeve van het Wettelijk Depot. Het mag dus niet worden verward met het — overigens niet verplichte — ISBN, dat van economische origine is, of met codes als UDC, SISO, NUGI en NUR, en dergelijke, die bedoeld zijn om boeken in rubrieken te categoriseren.